# Jacques de Billy
Jacques de Billy (né le 18 mars 1602 à Compiègne et décédé le 14 janvier 1679 à Dijon) était un jésuite et mathématicien français.

## Biographie

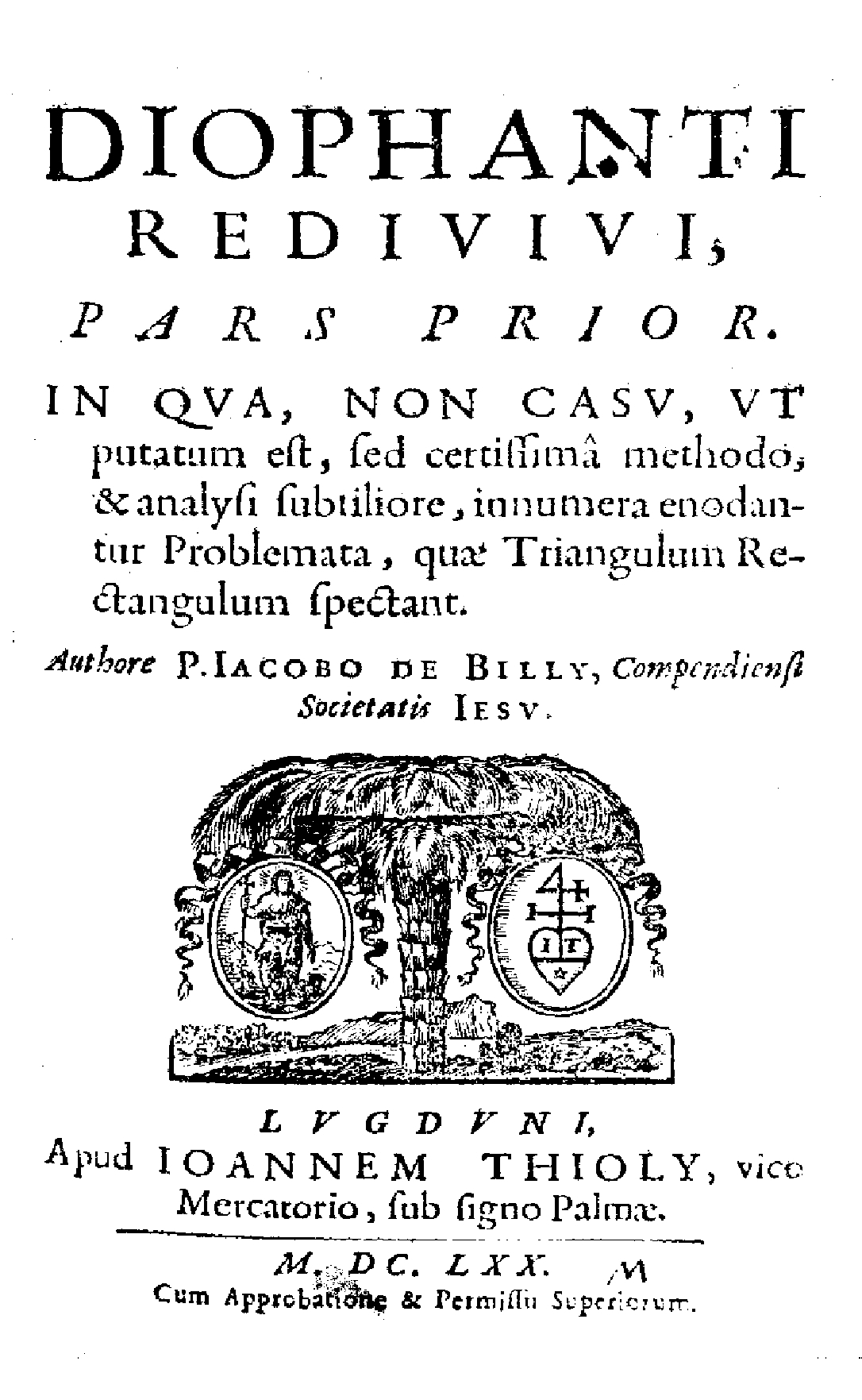
Diophantus redivivus, 1670

Il a enseigné les mathématiques dans plusieurs collèges jésuites (Pont-à-Mousson en 1629, Reims, Dijon et Grenoble). Il a été également recteur des collèges jésuites de Langres et de Sens.
Il a eu pour élève Jacques Ozanam et fréquenta Claude-Gaspard Bachet de Méziriac. Il a également correspondu avec Pierre de Fermat.
En mathématique, ses travaux ont porté sur la théorie des nombres.
Il a également publié un certain nombre de tables astronomiques. Ses tables sur les éclipses publiées en 1656 (calculées pour les années 1656 à 1693) ont pour titre Tabulae Lodoicaeae seu universa eclipseon doctrina tabulis, praeceptis ac demonstrationibus explicata. Adiectus est calculus, aliquot eclipseon solis & lunae, quae proxime per totam Europam videbuntur. 
Billy a été l'un des premiers scientifiques à rejeter le rôle de l'astrologie en science. Il a notamment rejeté la vieille croyance sur l'influence maléfique des comètes.

## Reconnaissance
Un cratère lunaire porte aujourd'hui son nom.

## Sources
- Biographie
- Cratère lunaire
- Polybiblio